# هيو إدواردز
هيو إدواردز (بالإنجليزية: Hugh Edwards)‏ هو أمين متحف ومصور أمريكي، ولد في 1903 في بادوكا في الولايات المتحدة، وتوفي في 1986 في أوك بارك في الولايات المتحدة.